# Moorabbin Airport Aws
Moorabbin Airport Aws är en flygplats i Australien. Den ligger i kommunen Kingston och delstaten Victoria, omkring 22 kilometer sydost om delstatshuvudstaden Melbourne.
Runt Moorabbin Airport Aws är det mycket tätbefolkat, med 1 463 invånare per kvadratkilometer.. Närmaste större samhälle är Frankston East, omkring 18 kilometer söder om Moorabbin Airport Aws. 
Trakten runt Moorabbin Airport Aws består till största delen av jordbruksmark. Genomsnittlig årsnederbörd är 1 251 millimeter. Den regnigaste månaden är maj, med i genomsnitt 154 mm nederbörd, och den torraste är januari, med 51 mm nederbörd.